# Pakostov
Pakostov – wieś (obec) na Słowacji położona w kraju preszowskim, w powiecie Humenné. Pierwsze wzmianki o miejscowości pochodzą z roku 1567.
Według danych z dnia 31 grudnia 2012, wieś zamieszkiwało 470 osób, w tym 230 kobiet i 240 mężczyzn.
W 2001 roku rozkład populacji względem narodowości i przynależności etnicznej wyglądał następująco:
- Słowacy – 96,34%
- Czesi – 0,58%
- Rusini – 1,35%
- Ukraińcy – 0,58%

Ze względu na wyznawaną religię struktura mieszkańców kształtowała się w 2001 roku następująco:
- Katolicy rzymscy – 73,41%
- Grekokatolicy – 25,24%
- Ateiści – 0,19%
- Nie podano – 1,16%